# Marasma General
È il primo album live dei Mau Mau che raccoglie il meglio delle performance dal vivo dal 1993 al 2000.

## Descrizione
I due CD contengono canzoni nuove, spezzoni da concerti, voci, grida e rumori vari. Come scrivono loro stessi sulla copertina dell'album: 100% patchanka mediterranea.

Da segnalare una versione di Eldorado con gli Inti Illimani.

## Formazione

### Band
- Luca Morino: chitarra e voce
- Fabio Barovero: tastiere e fisarmonica
- Tatè Nsongan: percussioni e voce

### Musicisti di supporto
- Davide Rossi: violino
- Josh Sanfelici: basso
- Paolo Gep Cucco: batteria
- Davide Graziano: batteria e percussioni
- Marco Ciuski Barberis: batteria e percussioni
- Valerio Corzani: tastiere e coro
- Andrea Ceccon: tromba
- Esmeralda Sciascia: coro
- Roy Paci: tromba
- Fred Casadei: chitarra
- Inti Illimani: arrangiamento andino
- Amik Guerra: tromba

## Tracce
1. Il mondo dall'alto – 3:52
2. Makè manà – 5:20
3. An viagi – 4:49
4. Conga milonga – 4:22
5. Mamanera – 4:54
6. Eldorado – 4:18
7. Eldorado (zulu refrain) – 1:37
8. Basura – 4:50
9. Radio canta Elena – 3:54
10. Razza predona – 6:12
11. Micasa tucasa – 3:58
12. Adorè – 1:40
13. Campeador de vigna – 5:51
14. Resistenza, marzo '95 – 7:17
15. Corto maltese – 4:44
16. Ellis Island – 5:17
17. Pueblos de Langa – 4:33
18. Balon combo – 3:10
19. Ratatoj – 5:29
20. Venus nabalera – 8:30
21. Mostafaj – 4:16
22. Due cuori – 6:08
23. El mat – 2:50
24. La ola – 5:37
25. Finisterre – 12:28

Tutte le canzoni sono scritte da Luca Morino e Fabio Barovero tranne Due cuori di Luca Morino e Sargento Garcia e Basura di Luca Morino e Tatè Nsongan.